# Carlos Andréi Parra
Carlos Andréi Parra Miranda (n. Ahome, Sinaloa, México, 30 de marzo de 1992) es futbolista mexicano. Es delantero.

## Trayectoria
Debutó el 22 de octubre de 2011 en la derrota del Santos contra Club Deportivo Estudiantes Tecos por marcador de 5-2.
El 6 de junio de 2013 se da a conocer su préstamo al Atlético San Luis durante un año.
En 2014, termina préstamo con San Luis y contrato con Santos, fue requerido para jugar con Real Zamora en su temporada 2014-15. pero solo jugo 3 partidos.

## Selección Mexicana

### Participaciones en Copas del Mundo
| Torneo                                | Sede    | Resultado        |
| ------------------------------------- | ------- | ---------------- |
| Copa Mundial de Fútbol Sub-17 de 2009 | Nigeria | Octavos de final |

## Clubes
| Club                    | País   | Año         |
| ----------------------- | ------ | ----------- |
| Santos Laguna           | México | 2008 - 2013 |
| Atlético San Luis       | México | 2013 - 2014 |
| Real Zamora             | México | 2014        |
| Murciélagos Futbol Club | México | 2015        |
| Pacific FC              | México | 2015        |

## Estadísticas
Actualizado el 5 de abril de 2013.
| Santos Laguna · México                                                               |               |               |   |   |   |   |   |   |   |   |
| 1ª                                                                                   | 2011-12       | 2             | 0 | 0 | 0 | 3 | 0 | 5 | 0 |   |
| 1ª                                                                                   | 2012-13       | 2             | 0 | 0 | 0 | 1 | 0 | 3 | 0 |   |
| Total club                                                                           | Total club    | 4             | 0 | 0 | 0 | 4 | 0 | 8 | 0 |   |
| Atlético San Luis · México                                                           | 2ª            | 2013-14       | 0 | 0 | 0 | 0 | 0 | 0 | 0 | 0 |
| Atlético San Luis · México                                                           | Total club    | Total club    | 0 | 0 | 0 | 0 | 0 | 0 | 0 | 0 |
| Real Zamora · México                                                                 |               |               |   |   |   |   |   |   |   |   |
| 4ª                                                                                   | 2014-15       | 0             | 0 | 0 | 0 | 0 | 0 | 5 | 0 |   |
| 4ª                                                                                   | Total club    | Total club    | 4 | 0 | 0 | 0 | 4 | 0 | 8 | 0 |
| Total carrera                                                                        | Total carrera | Total carrera | 4 | 0 | 0 | 0 | 4 | 0 | 8 | 0 |
| (1)Incluye datos de la Copa México (2)Incluye datos de la Concacaf Liga de Campeones |               |               |   |   |   |   |   |   |   |   |